# تفسیر ماتریدی
تأویلات أهل السنة یا تفسیر ماتریدی کتابی در تفسیر قرآن اثر ابومنصور ماتریدی (۲۳۵ - ۳۳۳ هجری) بنیان‌گذار مکتب ماتریدیه است. این اثر از امّهات تفاسیر اهل سنت به‌ویژه در نزد حنفیان است، چراکه عقاید مذهبی آنان بر این کتاب استوار است.